# Tranzytowa obwodnica Warszawy
Tranzytowa obwodnica Warszawy (również Duża Obwodnica Warszawy) – pierścień dróg wokół Warszawy, oddalony średnio 20–30 km od granic miasta stołecznego.
Długość obwodnicy wynosi ok. 329 km. Na obwodnicę składają się następujące trasy: DK50 na zachodzie, południu i wschodzie (odcinek Łochów – Wyszogród) oraz DK62 na północy (odcinek Wyszogród – Łochów).
Od 1977 roku kierowany jest nią na południu objazd Warszawy dla samochodów ciężarowych, w związku z zamknięciem dla tranzytu drogi Sochaczew – Warszawa – Mińsk Mazowiecki. W kwietniu 2018 rząd przedstawił pomysł budowy nowej obwodnicy Warszawy przeznaczonej dla ruchu tranzytowego, a w sierpniu 2019 zaprezentowano cztery możliwe warianty przebiegu trasy. Ich oznaczenia podano poniżej:
- droga ekspresowa S50 o zakładanym przebiegu A2 (węzeł Wiskitki) – Sochaczew – Wyszogród – S10 (Naruszewo) – Serock – S8 (Radzymin) – A2 (węzeł Mińsk Mazowiecki)
- autostrada A50 o zakładanym przebiegu A2 (węzeł Wiskitki) – Mszczonów – Góra Kalwaria – A2 (węzeł Mińsk Mazowiecki)